# 한형민
한형민(1971년 1월 7일~)은 대한민국의 권투 선수로, 1996년 하계 올림픽에 참가했다.